# Хефельфинген
Хефельфинген (нем. Häfelfingen) — коммуна в Швейцарии, в кантоне Базель-Ланд.
Входит в состав округа Зиссах. Население составляет 271 человек (на 31 декабря 2007 года). Официальный код — 2847.